# Dicranomyia (Melanolimonia) neomorio
Dicranomyia (Melanolimonia) neomorio is een tweevleugelige uit de familie steltmuggen (Limoniidae). De soort komt voor in het Nearctisch gebied.